# 駐ブラジルアメリカ合衆国大使
駐ブラジルアメリカ合衆国大使（ちゅうブラジルアメリカがっしゅうこくたいし）とは、ブラジル連邦共和国に駐在するアメリカ合衆国連邦政府が派遣した特命全権大使。在ブラジルアメリカ合衆国大使（ざいブラジルアメリカがっしゅうこくたいし）、在ブラジルアメリカ合衆国特命全権大使（ざいブラジルアメリカがっしゅうこくとくめいぜんけんたいし）ともいう。

## 歴代大使・公使
| 氏名                                   | 役職名       | 就任日         | 退任日         | 大統領                       |
| -------------------------------------- | ------------ | -------------- | -------------- | ---------------------------- |
| コンディー・ラゲ                       | 代理公使     | 1825年10月29日 | 1827年4月16日  | ジョン・クィンシー・アダムズ |
| ウィリアム・テューダー                 | 代理公使     | 1828年6月25日  | 1830年3月9日   | ジョン・クィンシー・アダムズ |
| イーサン・ブラウン                     | 代理公使     | 1831年2月18日  | 1834年4月11日  | アンドリュー・ジャクソン     |
| ウィリアム・ハンター                   | 代理公使     | 1835年1月7日   | 1842年1月1日   | アンドリュー・ジャクソン     |
| ウィリアム・ハンター                   | 特命全権公使 | 1842年1月1日   | 1843年12月9日  | ジョン・タイラー             |
| ジョージ・H・プロフィト                | 特命全権公使 | 1843年12月11日 | 1844年8月10日  | ジョン・タイラー             |
| ヘンリー・アレクサンダー・ワイズ       | 特命全権公使 | 1844年8月10日  | 1847年8月28日  | ジョン・タイラー             |
| デイヴィッド・トッド                   | 特命全権公使 | 1847年8月28日  | 1851年8月9日   | ジェームズ・ポーク           |
| ロバート・カミング・シェンク           | 特命全権公使 | 1851年8月9日   | 1853年10月8日  | ミラード・フィルモア         |
| ウィリアム・トラウスデール             | 特命全権公使 | 1853年10月8日  | 1857年12月5日  | フランクリン・ピアース       |
| リチャード・キダー・ミード             | 特命全権公使 | 1857年12月5日  | 1861年7月9日   | ジェームズ・ブキャナン       |
| ジェームズ・ワトソン・ウェブ           | 特命全権公使 | 1861年10月21日 | 1869年5月26日  | エイブラハム・リンカーン     |
| ジェームズ・モンロー                   | 暫定代理公使 | 1869           | 1869           | ユリシーズ・グラント         |
| ヘンリー・テイラー・ブロウ             | 特命全権公使 | 1869年8月28日  | 1870年11月6日  | ユリシーズ・グラント         |
| ジェームズ・R・パートリッジ            | 特命全権公使 | 1871年7月31日  | 1877年6月11日  | ユリシーズ・グラント         |
| ヘンリー・W・ヒリアード                | 特命全権公使 | 1877年10月23日 | 1881年6月15日  | ラザフォード・ヘイズ         |
| トーマス・A・オスボーン                | 特命全権公使 | 1881年12月17日 | 1885年7月11日  | ジェームズ・ガーフィールド   |
| トーマス・J・ジャービス                | 特命全権公使 | 1885年7月11日  | 1888年11月19日 | グロバー・クリーブランド     |
| ロバート・アダムス・ジュニア           | 特命全権公使 | 1889年7月20日  | 1890年3月1日   | ベンジャミン・ハリソン       |
| エドウィン・ハード・コンガー           | 特命全権公使 | 1890年12月19日 | 1893年9月9日   | ベンジャミン・ハリソン       |
| トーマス・ラーキン・トンプソン         | 特命全権公使 | 1893年9月9日   | 1897年7月17日  | グロバー・クリーブランド     |
| エドウィン・ハード・コンガー           | 特命全権公使 | 1897年8月9日   | 1898年2月6日   | ウィリアム・マッキンリー     |
| チャールズ・ページ・ブライアン         | 特命全権公使 | 1898年4月11日  | 1902年12月3日  | ウィリアム・マッキンリー     |
| デイヴィッド・E・トンプソン            | 特命全権公使 | 1903年4月1日   | 1905年3月16日  | セオドア・ルーズベルト       |
| デイヴィッド・E・トンプソン            | 特命全権大使 | 1905年3月16日  | 1905年11月3日  | セオドア・ルーズベルト       |
| ロイド・C・グリスコム                  | 特命全権大使 | 1906年6月6日   | 1907年1月2日   | セオドア・ルーズベルト       |
| アーヴィング・C・ダッドリー            | 特命全権大使 | 1907年4月1日   | 1911年9月16日  | セオドア・ルーズベルト       |
| エドワード・バーノン・モーガン         | 特命全権大使 | 1912年6月4日   | 1933年8月23日  | ウィリアム・タフト           |
| ヒュー・S・ギブソン                    | 特命全権大使 | 1933年8月23日  | 1936年12月3日  | フランクリン・ルーズベルト   |
| ジェファーソン・キャフェリー           | 特命全権大使 | 1937年8月17日  | 1944年9月17日  | フランクリン・ルーズベルト   |
| アドルフ・バール                       | 特命全権大使 | 1945年1月30日  | 1946年2月27日  | フランクリン・ルーズベルト   |
| ウィリアム・D・パウリ―                 | 特命全権大使 | 1946年6月13日  | 1948年3月26日  | ハリー・S・トルーマン        |
| ハーシェル・ジョンソン                 | 特命全権大使 | 1948年7月22日  | 1953年5月27日  | ハリー・S・トルーマン        |
| ジェームズ・S・ケンパー                | 特命全権大使 | 1953年8月18日  | 1955年1月26日  | ドワイト・D・アイゼンハワー  |
| ジェームズ・クレメント・ダン           | 特命全権大使 | 1955年3月11日  | 1956年7月4日   | ドワイト・D・アイゼンハワー  |
| エリス・O・ブリッグス                  | 特命全権大使 | 1956年7月24日  | 1959年4月29日  | ドワイト・D・アイゼンハワー  |
| ジョン・ムーア・カボット               | 特命全権大使 | 1959年7月22日  | 1961年8月17日  | ドワイト・D・アイゼンハワー  |
| リンカーン・ゴードン                   | 特命全権大使 | 1961年10月19日 | 1966年2月25日  | ジョン・F・ケネディ          |
| ジョン・W・タットヒル                  | 特命全権大使 | 1966年6月30日  | 1969年1月9日   | リンドン・ジョンソン         |
| チャールズ・バーク・エルブリック       | 特命全権大使 | 1969年6月14日  | 1970年5月7日   | リチャード・ニクソン         |
| ウィリアム・M・ラウントリー            | 特命全権大使 | 1970年11月16日 | 1973年5月30日  | リチャード・ニクソン         |
| ジョン・ヒュー・クリミンス             | 特命全権大使 | 1973年8月13日  | 1978年2月25日  | リチャード・ニクソン         |
| ロバート・M・セイヤー                  | 特命全権大使 | 1978年6月8日   | 1981年9月19日  | ジミー・カーター             |
| ラングホーン・A・モトリー              | 特命全権大使 | 1981年10月6日  | 1983年7月6日   | ロナルド・レーガン           |
| ディエゴ・C・アセンシオ                | 特命全権大使 | 1983年12月20日 | 1986年2月28日  | ロナルド・レーガン           |
| ヘンリー・W・シュラウデマン            | 特命全権大使 | 1986年8月5日   | 1989年5月14日  | ロナルド・レーガン           |
| リチャード・ハンティングトン・メルトン | 特命全権大使 | 1989年12月12日 | 1993年12月16日 | ジョージ・H・W・ブッシュ     |
| メルヴィン・レヴィツキー               | 特命全権大使 | 1994年6月1日   | 1998年6月17日  | ビル・クリントン             |
| アントニー・スティーヴン・ハリングトン | 特命全権大使 | 2000年2月8日   | 2001年2月28日  | ビル・クリントン             |
| クリストバル・R・オロズコ              | 暫定代理大使 | 2001年2月28日  | 2002年4月23日  | ジョージ・W・ブッシュ        |
| ドナ・J・フリナク                      | 特命全権大使 | 2002年4月23日  | 2004年6月26日  | ジョージ・W・ブッシュ        |
| ジョン・J・ダニロヴィッチ              | 特命全権大使 | 2004年9月2日   | 2005年11月7日  | ジョージ・W・ブッシュ        |
| フィリップ・T・チコラ                  | 暫定代理大使 | 2005年11月7日  | 2006年8月2日   | ジョージ・W・ブッシュ        |
| クリフォード・M・ソベル                | 特命全権大使 | 2006年11月7日  | 2009年8月7日   | ジョージ・W・ブッシュ        |
| トーマス・A・シャノン・ジュニア        | 特命全権大使 | 2010年2月4日   | 2013年9月6日   | バラク・オバマ               |
| リリアーナ・アヤルド                   | 特命全権大使 | 2013年10月31日 | 2017年1月3日   | バラク・オバマ               |
| ミッチェル・マッキンリー               | 特命全権大使 | 2017年1月20日  | 2018年11月5日  | ドナルド・トランプ           |
| ウィリアム・W・ポップ                  | 暫定代理大使 | 2018年11月5日  | 2020年3月30日  | ドナルド・トランプ           |
| トッド・Ｃ・チャップマン               | 特命全権大使 | 2020年3月30日  | 2021年7月23日  | ドナルド・トランプ           |
| ダグラス・コネフ                       | 暫定代理大使 | 2021年7月28日  | 2023年2月2日   | ジョー・バイデン             |
| エリザベス・バーグレー                 | 特命全権大使 | 2023年2月3日   | 2025年1月20日  | ジョー・バイデン             |
| ガブリエル・エスコバル                 | 臨時代理大使 | 2025年1月21日  | 現職           | ドナルド・トランプ           |